# 江桥镇站
江桥镇站位于上海市嘉定区江桥镇，为京沪铁路上的一个不办理客运业务的四等车站。车站作为南何铁路与沪宁铁路的接轨站建于1958年。南何线从南翔站岔出，切过本站后在本站东端转向北；站内设有2条正线、3条小运转线。1984年宝山钢铁厂的建成投产使得南何线的运量大增，本站因两线平面交叉导致列车通过能力低下，遂于1986年修建跨越本站站场的江桥铁路立交桥，于1987年12月31日建成通车:195。
2009年修建沪宁城际铁路时施工单位对江桥镇站进行改造，以配合线路接入上海枢纽。改造工程包括对既有京沪线和站内到发线的拨线、江桥铁路立交桥的换梁等事项。车站改造后站内股道由北向南依次为京沪下行线、沪宁城际下行线（左线）、沪宁城际上行线（右线）、京沪上行线及小运转线（沪昆环到线）。

## 事件
2009年6月30日下午，上海开往南京的D5428次列车运行至江桥镇站时，2号车厢突发抱闸故障导致车轮与钢轨摩擦产生烟雾、列车紧急停车，部分旅客因担心爆炸而逃离车厢。转向架故障经工作人员检修于1小时候排除，原列车继续运行。